# 寶可夢 (漫畫)
《宝可梦欢乐祭》（ポケットモンスター），為《宝可梦》系列作品中的一套同名搞笑漫畫，作者為穴久保幸作，故常稱為「穴久保版」以和宝可梦本身作區別。由於該作以皮皮作為宝可梦主角，因此亦被通稱為《皮皮傳》。該作亦是宝可梦系列的第一本改編漫畫，自1996年起開始連載至今，隨著遊戲世代更迭而更換名稱。並於2019年11月結束在快樂快樂月刊的連載，漫畫將會改在別冊快樂快樂月刊和COROCORO ANIKI繼續連載。

## 概要
1996年起，由快樂快樂雜誌別冊4月號開始連載，幾個月後則在快樂快樂雜誌正式亮相。連載期間隨著遊戲世代更迭而更換名稱，分別為：
- 宝可梦（ポケットモンスター）
- 宝可梦红宝石、蓝宝石（ポケットモンスター R・S編）
- 宝可梦鑽石、珍珠（ポケットモンスター D・P編）
- 宝可梦心金、魂銀（ポケットモンスター HG・SS編）
- 宝可梦黑、白（ポケットモンスター B・W編）
- 宝可梦X、Y（ポケットモンスター X・Y編）
- 宝可梦太陽、月亮（ポケットモンスター サン・ムーン編）

在台灣由大然文化推出6冊《宝可梦》，之後由青文直接推出DP篇，並命名為《宝可梦鑽石.珍珠篇歡樂祭》。在中國大陸由吉林美术出版社推出单行本14集及RS篇4集。
該作曾經出現在動畫宝可梦超世代第86集《喷火驼载着电影来》中作為劇中劇。

## 故事
主角雷特為了完成宝可梦圖鑑而出發旅行，故事圍繞著與他在一起的皮皮引發的騷動所展開。故事風格趨向搞笑，亦有不少暴力及三流笑話的元素，設定也與遊戲、動畫差異甚大，例如加插了宝可梦可以自由進化或返回未進化型態等情節。

## 角色
雷特
本作主角，出身於真新鎮，為宝可梦養成者。為了和從小就是競爭對手的酷林比賽誰先完成宝可梦圖鑑，在大木博士的請託下，而展開冒險之旅。但是因為許多原因（如皮皮的迷糊、酷林等人的阻撓），進度遲遲無法進展，而且還常遭受宝可梦的攻擊。因為皮皮的關係，顯得個性略微暴力且說話粗魯，但是卻是個正義的熱血男兒。本名「赤井 勇」。
皮皮
為了完成宝可梦圖鑑而和雷特一起旅行，但是因為太迷糊和太搞笑，而讓完成圖鑑的日子遙遙無期。首次出現在常盤森林（トキワの森），在大木研究所一起加入旅行。食量極大，是個超級貪吃鬼，背上的小翅膀因為過重而無法飛行。在戰鬥時，一開始常常被K的滿頭包，但是再用一些手段後，反而會反敗為勝，但因為太過得意忘形或是太過火的關係，最後自己也會遭殃，而遭雷特的拳頭。此外，曾經加入暴走族。一度因月之石而進化。口頭禪是在說話結束時加上「嗶」（ピ）。
皮卡丘（ピカチュウ）
皮皮的堂弟，因為被雷特和皮皮所救，而加入旅行，其電氣絕招威力十足。偶爾會被皮皮所捉弄，但是認真起來算是相當可靠的。一度因為「雷之石」而進化。和其他會說話的宝可梦不同，他只會叫「嗶卡」（ピカ）或「嗶啾」（ピチュ，連載一開始時）。
酷林
大木博士的孫子，也是雷特小時候的競爭對手和死對頭，為宝可梦訓練家，也是出身於真新鎮。和雷特不同，很順利的一步步完成圖鑑。本名「緑川 開」。
小火龍（ヒトカゲ）
酷林的宝可梦夥伴，從大木博士那裡選取，非常優秀。口頭禪是「嘎」（カゲ）。進化成噴火龍後，加上了飛行器「閃電二號」後而會飛行，口頭禪改成「吼」（ドン）。

## 單行本
- 『宝可梦』
  1. 1996年11月28日發售 ISBN 978-4-09-142511-9
  2. 1997年5月28日發售 ISBN 978-4-09-142512-6
  3. 1997年9月27日發售 ISBN 978-4-09-142513-3
  4. 1998年2月26日發售 ISBN 978-4-09-142514-0
  5. 1998年7月28日發售 ISBN 978-4-09-142515-7
  6. 1999年1月28日發售 ISBN 978-4-09-142516-4
  7. 1999年7月28日發售 ISBN 978-4-09-142517-1
  8. 1999年10月28日發售 ISBN 978-4-09-142518-8
  9. 2000年5月27日發售 ISBN 978-4-09-142519-5
  10. 2000年12月25日發售 ISBN 978-4-09-142520-1
  11. 2001年12月25日發售 ISBN 978-4-09-143011-3
  12. 2002年4月25日發售 ISBN 978-4-09-143012-0
  13. 2002年10月25日發售 ISBN 978-4-09-143013-7
  14. 2003年4月28日發售 ISBN 978-4-09-143014-4
- 『宝可梦紅寶石、藍寶石篇』
  1. 2003年8月28日發售 ISBN 978-4-09-143121-9
  2. 2004年2月28日發售 ISBN 978-4-09-143122-6
  3. 2004年7月28日發售 ISBN 978-4-09-143123-3
  4. 2005年5月27日發售 ISBN 978-4-09-143124-0
  5. 2005年10月28日發售 ISBN 978-4-09-143125-7
  6. 2006年5月26日發售 ISBN 978-4-09-140148-9
- 『宝可梦鑽石、珍珠篇』
  1. 2007年1月26日發售 ISBN 978-4-09-140280-6
  2. 2007年9月28日發售 ISBN 978-4-09-140353-7
  3. 2008年7月19日發售 ISBN 978-4-09-140660-6
  4. 2009年2月26日發售 ISBN 978-4-09-140756-6
  5. 2009年10月28日發售 ISBN 978-4-09-140850-1
- 『宝可梦心金、魂銀篇』
  1. 2010年6月28日發售 ISBN 978-4-09-141069-6
  2. 2011年1月28日發售 ISBN 978-4-09-141199-0
- 『宝可梦黑、白篇』
  1. 2011年8月26日發售 ISBN 978-4-09-141309-3
  2. 2012年5月28日發售 ISBN 978-4-09-141447-2
  3. 2012年12月28日發售 ISBN 978-4-09-141567-7
  4. 2013年8月28日發售 ISBN 978-4-09-141670-4
- 『宝可梦X・Y篇』
  1. 2014年4月26日發售 ISBN 978-4-09-141746-6
  2. 2014年11月28日發售 ISBN 978-4-09-141827-2
  3. 2015年7月24日發售 ISBN 978-4-09-142025-1
  4. 2016年3月28日發售 ISBN 978-4-09-142156-2
  5. 2016年10月28日發售 ISBN 978-4-09-142225-5
- 『宝可梦太陽、月亮篇』
  1. 2017年11月28日發售 ISBN 978-4-09-142636-9
  2. 2018年9月28日發售 ISBN 978-4-09-142806-6
  3. 2018年9月28日發售 ISBN 978-4-09-143146-2
  4. 2018年9月28日發售 電子書